# Zdzisław Bogucki
Zdzisław Bogucki (zm. 16 lipca 2022) – polski biolog, dr hab., profesor Instytutu Biologii i Ochrony Środowiska Wydziału Matematycznego-Przyrodniczego Akademii Pomorskiej w Słupsku i Uniwersytetu im. Adama Mickiewicza w Poznaniu.

## Życiorys
Obronił pracę doktorską, następnie uzyskał stopień doktora habilitowanego. 17 listopada 1990 uzyskał tytuł profesora nauk przyrodniczych. Został zatrudniony na stanowisku profesora w Instytucie Biologii i Ochrony Środowiska na Wydziale Matematycznym i Przyrodniczym Akademii Pomorskiej w Słupsku i na Uniwersytecie im. Adama Mickiewicza w Poznaniu.
Był dyrektorem Instytutu Biologii i Ochrony Środowiska Wydziału Matematycznego-Przyrodniczego Akademii Pomorskiej w Słupsku, oraz rektorem Pomorskiej Akademii Pedagogicznej w Słupsku.
Awansował na stanowisko dziekana na Wydziale Biologii Uniwersytetu im. Adama Mickiewicza.